# Cryptodiaporthe galericulata
Cryptodiaporthe galericulata är en svampart som först beskrevs av Tul. & C. Tul., och fick sitt nu gällande namn av Lewis Edgar Wehmeyer 1933. Cryptodiaporthe galericulata ingår i släktet Cryptodiaporthe och familjen Gnomoniaceae.  Arten är reproducerande i Sverige. Inga underarter finns listade i Catalogue of Life.